# Volker Wendt
Volker Wendt (* 9. Januar 1945 in Leipzig; † 2016) war ein deutscher Maler und Grafiker und Hochschullehrer.

## Leben und Werk
Volker Wendt absolvierte von 1962 bis 1964 in Gardelegen eine Lehre als Schriftsetzer. Von 1964 bis 1966 studierte er Pädagogik am Pädagogischen Institut Dresden, der späteren Pädagogischen Hochschule. Anschließend studierte er bis 1971 bei Irmgard Horlbeck-Kappler, Albert Kapr und Karl-Georg Hirsch an der Hochschule für Grafik und Buchkunst Leipzig (HGBK). 
Von 1971 bis 1973 arbeitete er als Werbeleiter der Städtischen Theater Leipzig. In dieser Zeit schuf er u. a. Holzschnitte zur Illustration von Programmheften.
Von 1973 bis 1976 war Wendt Aspirant und Meisterschüler an der HGBK. 1977 hatte er an deren Abendakademie einen Lehrauftrag, ab 1978 war er dort Assistent und Oberassistent. Ab 1991 war er Leiter der Akademie und ab 1992 im Grundstudium der HGBK verantwortlich für Buchgestaltung/Grafikdesign, Naturstudium und Gestaltungslehre. 
Neben seiner Lehrtätigkeit betätigte Wendt sich als freier Grafiker und in der DDR insbesondere als Illustrator für Bücher des Mitteldeutschen Verlags, des Verlags Volk und Welt, des Kinderbuchverlags, des Domowina-Verlags, des St. Benno-Verlags, des Verlags für die Frau, des Verlags Neues Leben und des Buchklubs 65. Er entwarf u. a. auch Exlibris und politische Plakate.
Wendt hatte eine bedeutende Zahl von Einzelausstellungen und Ausstellungsbeteiligungen, u. a. 1977/1978 und 1987/1988 an der VIII. und X. Kunstausstellung der DDR in Dresden und 1983 an der Grafik-Biennale Warna.
Der Nachlass Wendts befindet sich im Deutschen Buch- und Schriftmuseum Leipzig. Er enthält im Umfang von vierzehn laufenden Metern unter anderem Holzstöcke, Schabkartons, Tuschzeichnungen, Radierungen und Plakate.

## Mitgliedschaften
- 1974 bis 1990: Verband Bildender Künstler der DDR
- ab 1990: Bund Bildender Künstlerinnen und Künstler Leipzig e. V. (BBKL)

## Weitere Museen und öffentliche Sammlungen mit Werken Wendts (unvollständig)
- Chemnitz: Kunstsammlung der Wismut GmbH[6]
- Stendal: Winckelmann-Museum

## Ehrungen
- 1977: Silbermedaille der Internationalen Buchkunst-Ausstellung (IBA), Leipzig
- 1978: Ehrung im Wettbewerb Schönste Bücher der DDR

## Druckgrafik (Auswahl)
- Pablo Neruda: Glanz und Tod des Joaquín Murieta (1974/1975; Zyklus von Farbgrafiken; auf der VIII. Kunstausstellung der DDR)[7][8][9][10]
- Hokus Pokus. Erst kommt Krokus. Dann die anderen Blumen. Alle! Verlag Karl Quarch, Leipzig 1987 (fünf Holzstiche, abgezogen von den Originaldruckstöcken)[11]